# Reserva de familia
Reserva de familia es una telenovela chilena de género dramático producida y emitida por Televisión Nacional de Chile durante el primer semestre de 2012; es una adaptación de la serie española Gran Reserva. Protagonizada por Francisco Melo, Luz Valdivieso  y Paola Volpato, con las participaciones antagónicas de Nelson Villagra, Andrés Velasco, Ignacia Baeza y Patricia López y con las actuaciones principales de Marcelo Alonso, Íngrid Cruz y Diego Muñoz.  Además, contó con la actuación especial de Gloria Münchmeyer.

## Argumento
Una historia familiar que gira en torno a dos familias de bodegueros: Los Ruiz-Tagle, representados por su patriarca Fernando y sus cuatro hijos: Miguel, Pedro, Emma y Raúl, que consideran el vino como un lucrativo negocio, una bodega familiar que lleva más de un siglo formando parte de la historia y de la tradición vitivinícola. Tras un cuidado proceso de elaboración y crianza nacen los Hacienda Ruiz-Tagle, unos vinos fuertes y equilibrados.
Los Rivera, tras la muerte de Federico son encabezados por doña Sofía y sus dos hijos: Lucía y Daniel , que creen que la viña y la tierra son una forma de vida. Pese a las diferencias, ambas familias viven en un equilibrio que se rompe de forma drástica cuando alguien intenta asesinar a Miguel, el primogénito de los Ruiz-Tagle.
Tras un fallido intento de asesinato el gerente queda amnésico, de regreso a su hogar trata de recuperar su memoria, su vida y descubrir quien ha intentado matarlo, traicionado y sin recuerdos, no puede confiar en nadie, ni siquiera en sus familiares más queridos y cercanos, incluyendo a su mujer Paula y a sus cuñados Gustavo y Sara.
Antes del accidente se enteró de que su mujer lo engañaba con su hermano menor, de la noche a la mañana todos son sospechosos y en su ayuda la detective Jacqueline tiene la misión de encontrar al responsable del fallido asesinato.

## Reparto
- Nelson Villagra como Fernando Ruiz-Tagle
- Francisco Melo como Miguel Ruiz-Tagle
- Paola Volpato como Paula Risopatrón
- Marcelo Alonso como Pedro Serrano
- Íngrid Cruz como Emma Ruiz-Tagle
- Diego Muñoz como Raúl Ruiz-Tagle
- Luz Valdivieso como Lucía Rivera
- Pablo Cerda como Daniel Rivera
- Ignacia Baeza como Sara García.
- Andrés Velasco como Gustavo González
- Patricia López como Mónica Robles
- Ximena Rivas como Jacqueline Ortega
- Consuelo Holzapfel como Sofía Guzmán
- Gabriela Medina como Cristina Sánchez (Tina).
- César Arredondo como Natalio Contreras
- Catalina Aguayo como Antonia Olmedo / Paloma Olmedo
- Fernando Olivares como David Toledo
- Florencia Martínez como Claudia Ruiz-Tagle

### Recurrentes e invitados especiales
- Gloria Münchmeyer como Estela Solar de Arce
- Luis Alarcón como Federico Rivera
- Patricio Achurra como Agustín Correa
- Silvia Santelices como Amelia Gumucio
- Elvira Cristi como Pascal Correa
- César Caillet como Adrián Fernández
- Nicolás Brown como Gonzalo Rodríguez / Manuel
- Ivana Llanos como Lorena Paris
- Alex Zisis como Diego Calvo / Claudio Acosta
- Pedro Vicuña como Iván Serrano
- Pablo Striano como Julio Medina

## Producción

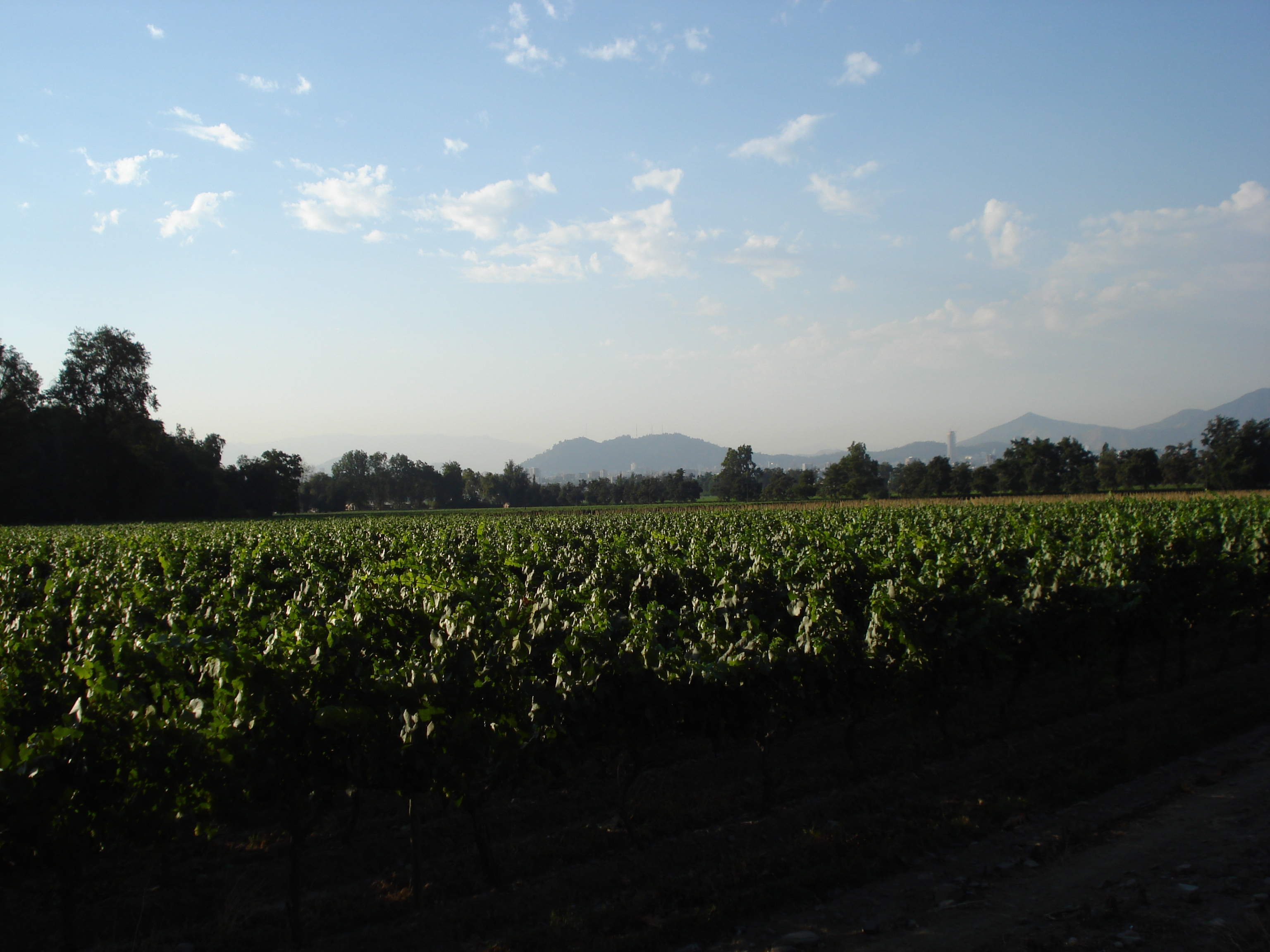
Viñas de la Bodega Cousiño Macul donde se iniciaron las grabaciones.

La producción Reserva de Familia comenzó a mediados de enero de 2012 tras que TVN obtuviera la adquisición de los derechos de la serie original española, Gran Reserva de La 1. Durante febrero de 2012 se iniciaron las grabaciones destinadas locaciones de Viña Cousiño Macul de Santiago. 
La telenovela es producida por Patricio López y dirigida por Patricio González Kuhlmann, y la adaptación de la telenovela la escribió el guionista Pablo Illanes, con la colaboración de Juan Pablo Olave, Josefina Fernández, Larissa Contreras y Jaime Morales bajo la dirección ejecutiva de María Eugenia Rencoret.

## Casting
El actor Nelson Villagra fue contratado para protagonizar el thriller, por lo que tuvo que regresar al país. Por otro lado, se incorporó Consuelo Holzapfel, luego de cinco años de ausencia de TVN y de su breve paso por su última telenovela, Corazón de María. Francisco Melo, Diego Muñoz, Pablo Cerda e Ignacia Baeza fueron incorporados luego de participar en la producción Témpano, quién tuvo baja audiencia. La actriz Íngrid Cruz fue incorporada a la telenovela como figura protagónica luego de participar en la producción Esperanza. Por otro lado, se unió Luz Valdivieso, quien mantenía contrato vigente del canal estatal. También se unió Patricia López.

## Audiencia
La telenovela se emitió desde el 19 de marzo de 2012 por la cadena televisiva TVN. El primer capítulo obtuvo el tercer lugar de los programas más visto durante el día con una sintonía promedio 17,7 puntos con un máximo de 21 puntos. Su último capítulo obtuvo un máximo de 27 puntos dejándola triunfadora en ese horario derrotando a los demás programas que a esa hora se emitían.

### Índices de audiencia
| Horario              | # Eps. | Estreno             | Estreno         | Final                 | Final           | Posición  | Temporada | Promedio Final |
| Horario              | # Eps. | Data                | Primer capítulo | Data                  | Último capítulo | Audiencia | Temporada | Promedio Final |
| -------------------- | ------ | ------------------- | --------------- | --------------------- | --------------- | --------- | --------- | -------------- |
| lunes a jueves 22:30 | 123    | 19 de marzo de 2012 | 17,7            | 22 de octubre de 2012 | 24,8            | 2         | 2012      | 16,3           |

## Versiones
- Gran Reserva (2010), una producción de La 1, protagonizada por Tristán Ulloa y Paula Echevarría.
- Caminos de Guanajuato (2015), una producción de TV Azteca, protagonizada por Erik Hayser e Iliana Fox.